# Anthony Sweijs
Anthony Sweijs (n. 18 iulie 1852, Amsterdam, Țările de Jos – d. 30 septembrie 1937, Rotterdam, Țările de Jos) a fost un trăgător de tir ce a reprezentat Regatul Țărilor de Jos, medaliat olimpic. A participat la o ediție a Jocurilor Olimpice (1900) în care a câștigat o medalie de bronz.

## Participări
Lista de mai jos prezintă principalele competiții la care a participat Anthony Sweijs de-a lungul carierei.
- shooting at the 1900 Summer Olympics – men's 50 metre team pistol[*]